# NGC 2217
NGC 2217 é uma galáxia espiral barrada (SB0-a) localizada na direcção da constelação de Canis Major. Possui uma declinação de -27° 14' 03" e uma ascensão recta de 6 horas, 21 minutos e 39,8 segundos.
A galáxia NGC 2217 foi descoberta em 20 de Janeiro de 1835 por John Herschel.